# Casus belli
Casus belli (Latijn, letterlijk een geval van oorlog, vaak vertaald als aanleiding tot oorlog) is een term uit het internationaal recht of volkenrecht, die tegen het einde van de 19e eeuw in zwang is geraakt. Een casus belli is een daad waarvan men stelt dat de andere partij er al een feitelijke oorlogssituatie mee heeft doen ingaan, zodat men zelf gerechtvaardigd is oorlogshandelingen uit te voeren, al dan niet na een oorlogsverklaring. Meer in het algemeen wordt er de officiële reden mee bedoeld waarvoor men een oorlog is begonnen of zou kunnen beginnen.

## Voorbeelden
- Russisch-Zweedse Oorlog (1788-1790) Zweden sloot in de zomer van 1788 een bondgenootschap met Het Ottomaanse Rijk. Met een in scène gezette Russische aanval bij een Zweedse grenspost kreeg Zweden een casus belli om de Russen de oorlog te verklaren.
- Eerste Wereldoorlog: de moord op 28 juni 1914 van de Oostenrijkse troonopvolger Frans Ferdinand in Sarajevo door de Servisch-Bosnische nationalist Gavrilo Princip en het daaropvolgende juli-ultimatum.
- Tweede Wereldoorlog: een in scène gezet grensgevecht leidde tot de Duitse inval in Polen in 1939.
- De grote uitbreiding van de Vietnamoorlog: twee incidenten, waarvan één vermeend, in de Golf van Tonkin (Tonkin-incident, 1964).
- De Zesdaagse Oorlog in 1967: de Egyptische blokkade van Eilat.
- Irakoorlog (2003-2011): de door misleiding gesuggereerde aanwezigheid van massavernietigingswapens.
- Russisch-Georgische Oorlog: Op 7 augustus 2008 begonnen Georgische troepen een operatie om de "constitutionele orde" te herstellen in de afvallige regio Zuid-Ossetië, en vielen daarbij de stad Tschinvali aan, de hoofdstad van de niet-erkende Republiek Zuid-Ossetië. De Russen trokken daarna Zuid-Ossetië binnen om volgens hun lezing de Russische staatsburgers aldaar te beschermen.